# Анатолий Господинов
Анатолий Господинов e български футболист, вратар на Арда (Кърджали).

## Отличия
- Купа на България – 1 път носител (2016) с ЦСКА (София)
- Шампион на Югозападна В група с ЦСКА (София) през 2015/2016 г.